# Ecuación íntegro-diferencial
En matemáticas, una ecuación íntegro-diferencial es una ecuación que involucra integrales y derivadas de una función.

## Forma general
Una ecuación íntegro-diferencial de primer orden se puede escribir en la forma
{\displaystyle {\frac {\mathrm {d} u}{\mathrm {d} x}}(x)+\int _{x_{0}}^{x}f(t,u(t))\,\mathrm {d} t=g(x,u(x)).}
La resolución exacta de tal ecuación a menudo es difícil y a menudo pasa por el uso de transformaciones (Transformada de Laplace, Transformada de Fourier, ...)

## Aplicaciones
Las ecuaciones íntegro-diferenciales modelan muchas situaciones de la ciencia y la ingeniería, como en el análisis de circuitos. Según la segunda ley de Kirchhoff, la caída de tensión neta en un circuito cerrado es igual a la tensión suministrada {\displaystyle E(t)}. (Es esencialmente una aplicación de la ley de conservación de la energía). Por lo tanto, un circuito RLC obedece
{\displaystyle L{\frac {d}{dt}}I(t)+RI(t)+{\frac {1}{C}}\int _{0}^{t}I(\tau )d\tau =E(t),}
donde {\displaystyle I(t)} es la corriente en función del tiempo, {\displaystyle R} es la resistencia, {\displaystyle L} la inductancia, y {\displaystyle C} la capacitancia.
La actividad de las neuronas inhibidoras y excitadoras que interactúan puede describirse mediante un sistema de ecuaciones íntegro-diferenciales, véase, por ejemplo, el modelo de Wilson-Cowan.
En astrofísica, la ecuación de Schwarzschild-Milne, que describe la dispersión de la luz en atmósferas estelares, es íntegro-diferencial.
En economía, la representación de Lévy-Khintchine de un proceso de Lévy se basa en una ecuación íntegro-diferencial.